# لامین ترائوره (بازیکن فوتبال، زاده ۱۹۸۲)
لامین ترائوره (انگلیسی: Lamine Traoré؛ زادهٔ ۱۰ ژوئن ۱۹۸۲) بازیکن فوتبال اهل بورکینافاسو بود.
از باشگاه‌هایی که در آن بازی کرده است می‌توان به باشگاه فوتبال اندرلشت و باشگاه ورزشی گنچلربیرلیغی اشاره کرد.
وی همچنین در تیم ملی فوتبال بورکینافاسو بازی کرده است.